# Параловски манастир
Параловският манастир „Свети Георги“ (на македонска литературна норма: Параловски манастир „Свети Ѓорѓи“) е православен манастир в югозападната част на Северна Македония, разположен край битолското село Паралово. Част е от Преспанско-Пелагонийската епархия на Македонската православна църква. Манастирът е недействащ.

## История
Манастирът е изграден в XVIII век. По време на Първата световна война е разрушен при военните действия, а параловци се изселват в селото Живойно. След войната манастирът е възобновен и се възстановява и монашеският живот в него. В 1945 година новата комунистическа власт конфискува имотите му и манастирът запустява.